# Scott Lord

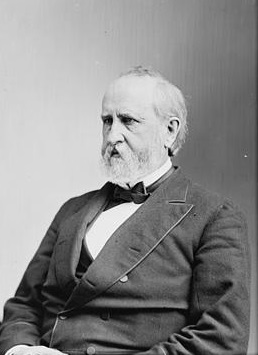
Scott Lord

Scott Lord (* 11. Dezember 1820 in Nelson, New York; † 10. September 1885 in Morris Plains, New Jersey) war ein US-amerikanischer Jurist und Politiker. Zwischen 1875 und 1877 vertrat er den Bundesstaat New York im US-Repräsentantenhaus.

## Werdegang
Scott Lord wurde ungefähr fünf Jahre nach dem Ende des Britisch-Amerikanischen Krieges im Madison County geboren. Lord besuchte Gemeinschaftsschulen und die lokalen Akademien in Morrisville und Geneseo. Er studierte Jura. Nach dem Erhalt seiner Zulassung als Anwalt 1842 begann er in Mount Morris im Livingston County zu praktizieren. 1847 zog er nach Geneseo. Er war zwischen 1847 und 1856 Richter im Livingston County. Danach praktizierte er wieder als Anwalt. 1872 zog er nach Utica im Oneida County, wo er weiter als Anwalt tätig war. Politisch gehörte er der Demokratischen Partei an.
Bei den Kongresswahlen des Jahres 1874 für den 44. Kongress wurde er im 23. Wahlbezirk von New York in das US-Repräsentantenhaus in Washington, D.C. gewählt, wo er am 4. März 1875 die Nachfolge von William E. Lansing antrat. 1876 erlitt er bei seiner Wiederwahlkandidatur für den 45. Kongress eine Niederlage und schied dann nach dem 3. März 1877 aus dem Kongress aus. Während seiner Kongresszeit berief ihn das US-Repräsentantenhaus zu einem der Leiter, die ein Amtsenthebungsverfahren gegen den Kriegsminister William W. Belknap durchführten.
1877 zog er nach New York City, wo er wieder als Anwalt tätig war. Er verstarb am 10. September 1885 in Morris Plains und wurde dann auf dem Temple Hill Cemetery in Geneseo beigesetzt.